# Agencija za komunikacijska omrežja in storitve Republike Slovenije
Agencija za komunikacijska omrežja in storitve (kratica: AKOS) (do januarja 2014 poimenovana Agencija za pošto in elektronske komunikacije (APEK)) je neodvisen organ, ki ureja in nadzira trg elektronskih komunikacij, upravlja in nadzira radiofrekvenčni spekter v Sloveniji, opravlja naloge na področju radijskih in televizijskih dejavnosti, ureja in nadzira trg poštnih storitev in storitev železniškega prometa v Sloveniji. Sedež AKOS je Stegne 7 v Ljubljani.
AKOS izpolnjuje svoje naloge s pomočjo notranje organizacijskih enot oz. področij: področje za telekomunikacije, radiokomunikacije, železniški promet, pošto, regulacijo elektronskih medijev, pravo, nadzor, in regulatorno računovodstvo.

## Pristojnosti in dejavnost
Strateški cilji AKOS so:
zagotavljati pogojev za kakovostne storitve po primerni ceni,
zagotavljati dostopnost univerzalnih storitev vsem prebivalcem Slovenije po dostopnih cenah in neodvisno od geografske lokacije,
ščititi interese uporabnikov storitev, vključno z zaščito tajnosti in zaupnost elektronskih komunikacij,
zagotavljati učinkovito konkurenco na trgu,
zagotavljati in pospeševati učinkovitost in tekmovanje med ponudniki storitev,
spodbujati razvoj in uvajanje novih storitev in tehnologij za višjo kakovost življenja in razvoj gospodarstva z zagotavljanjem pogojev za nove investicije,
zagotavljati in nadzirati učinkovito rabo radiofrekvenčnega spektra in številskega prostora,
spodbujati razvoj in krepitev radijskih in televizijskih programov ter omogočati razširjanje programskih vsebin in multimedijskih storitev prek najrazličnejših platform, da bodo najširši javnosti dostopne na katerikoli napravi, ki omogoča njihov sprejem,
v skrbi za zaščito interesov javnosti glede programskih vsebin ter za zagotavljanje enakih pogojev za delovanje izdajateljev radijskih in televizijskih programov ter ponudbe ostalih avdiovizualnih vsebin strokovno nadzirati izvajanje programskih zahtev in omejitev radijskih in televizijskih programov in obveznosti ostalih ponudnikov avdiovizualnih vsebin,
zagotavljati delovanje elektronskih komunikacij in uporabo radiofrekvenčnega spektra za nudenje storitev v času izrednih razmer ter ščititi nacionalne interese države,zagotavljati in nadzirati pravičen in enakopraven dostop do javne železniške infrastrukture in s tem povezanih storitev,
zagotavljati javnost svojega dela,
vzdrževati in nenehno izboljševati sistem upravljanja, ki zagotavlja, da agencija svoje naloge izvaja uspešno, učinkovito, kakovostno in v skladu z veljavno zakonodajo.